# Malmea cuspidata
Malmea cuspidata Diels – gatunek rośliny z rodziny flaszowcowatych (Annonaceae Juss.). Występuje naturalnie w Peru. 

## Morfologia
PokrójZimozielone drzewo o owłosionych gałęziach.
LiścieMają eliptycznie odwrotnie jajowaty kształt. Mierzą 10–12 cm długości oraz 3,5–5 cm szerokości. Są prawie skórzaste. Nasada liścia jest ostrokątna. Blaszka liściowa jest całobrzega o spiczastym wierzchołku. Ogonek liściowy jest owłosiony i dorasta do 6–7 mm długości.
KwiatySą pojedyncze, rozwijają się w kątach pędów. Działki kielicha mają owalny kształt. Płatki mają okrągły kształt i osiągają do 16 mm długości. Kwiaty mają około 100 pręcików i 9–13 owocolistków.